# Progressive Corporation
Progressive Corporation — страховая компания США, специализируется на автостраховании и других видах страхования имущества. Основана в 1937 году, штаб-квартира в Мэйфилде, штат Огайо. Деятельность сосредоточена в США, основными рынками являются штаты Флорида, Техас, Калифорния, Нью-Йорк, Джорджия и Мичиган.

## История
Компания была основана в 1937 году Джо Льюисом и Джеком Грином, прокурорами в Кливленде, в ходе расследования деятельности страховых компаний нашедшими незанятую нишу недорогого автострахования. Свою компанию они назвали Progressive Mutual Insurance Company (Прогрессивная компания взаимного страхования). В 1965 году компанию возглавил Питер Льюис (сын Джо Льюиса), занимавший ключевые посты до конца 1990-х годов. С 1956 года компания начала страховать высокорисковых водителей, которым другие страховщики обычно отказывали; это направление стало основным источником роста для Progressive. В 1960-х годах компания вышла за пределы Огайо, освоив другие штаты восточной части США. В 1965 году была создана холдинговая компания Progressive Corporation, объединившая дочерние компании в разных штатах и по разным видам страхования. В 1971 году Progressive из взаимной была реорганизована в публичную компанию. В 1987 году страховые премии превысили 1 млрд долларов, также в этом году акции компании были размещены на Нью-Йоркской фондовой бирже.

## Деятельность
Основные подразделения компании:
- Частное страхование — автострахование и другое страхование имущества; страховые премии составили 32,6 млрд долларов.
- Коммерческое страхование — страховые премии 4,9 млрд долларов.
- Страхование недвижимости — страховые премии 1,8 млрд долларов.

Из выручки 42,66 млрд долларов в 2020 году страховые премии (плата за страховые полисы) составили 39,26 млрд долларов (из них 37,07 млрд — страхование имущества), 2,57 млрд составил инвестиционный доход. Инвестиции составили 47,5 млрд долларов (из них 36,8 млрд в облигации).
В списке крупнейших компаний США Fortune 500 за 2021 год компания заняла 74-е место.
|                     | 2011  | 2012  | 2013  | 2014  | 2015  | 2016  | 2017  | 2018  | 2019  | 2020  |
| ------------------- | ----- | ----- | ----- | ----- | ----- | ----- | ----- | ----- | ----- | ----- |
| Оборот              | 15,77 | 17,08 | 18,17 | 19,39 | 20,85 | 23,44 | 26,84 | 31,98 | 39,02 | 42,66 |
| Чистая прибыль      | 1,016 | 0,902 | 1,165 | 1,281 | 1,268 | 1,031 | 1,592 | 2,615 | 3,970 | 5,705 |
| Активы              | 21,84 | 22,69 | 24,41 | 25,79 | 29,82 | 33,43 | 38,70 | 46,58 | 54,90 | 64,10 |
| Собственный капитал | 5,807 | 6,007 | 6,190 | 6,929 | 7,289 | 7,957 | 9,285 | 10,82 | 13,67 | 17,04 |